# Павлов, Виктор Дмитриевич
Виктор Дмитриевич Павлов (21 ноября 1937, Масли, Челябинская область — 6 сентября 2016, Курганская область) — советский и российский учёный, ректор Курганской государственной сельскохозяйственной академии имени Т. С. Мальцева (1984—2008), президент КГСХА имени Т. С. Мальцева (2008—2011), кандидат сельскохозяйственных наук.

## Биография
Виктор Дмитриевич Павлов родился 21 ноября 1937 года в селе Масли Маслинского сельсовета Мишкинского района Челябинской области, ныне село входит Мишкинский муниципальный округ Курганской области.
В 1956 году окончил среднюю школу, в 1961 году — агрономический факультет Курганского сельскохозяйственного института.
В 1961—1964 годах работал агрономом совхоза «Белозерский» (Светлодольский сельсовет Белозерского района Курганской области).
С 1964 по 1966 годы учился в очной аспирантуре при кафедре растениеводства Курганского сельскохозяйственного института.
С 1966 года работал в КГСХИ ассистентом, с 1969 года — старшим преподавателем кафедры растениеводства. В 1972 году присвоено учёное звание доцента, стал деканом агрономического факультета. С 1973 года работал проректором по учебной работе. С 1984 по 2008 год был ректором института, с 1994 года — академии. в 1993 году присвоено учёное звание профессора. С 2008 по 2011 годы был президентом Курганской государственной сельскохозяйственной академии им. Т. С. Мальцева.
В 1969 году ему была присвоена учёная степень кандидата сельскохозяйственных наук, диссертация: «Влияние сроков, способов посева и норм высева при разных фонах удобрений на урожай и качество зерна проса в Курганской области».
Был избран членом президиума обкома профсоюза работников сельского хозяйства, депутатом Курганского областного Совета народных депутатов, членом исполнительного комитета Курганского областного Совета народных депутатов.
Был председателем совета ректоров вузов Курганской области, председателем комиссии по помилованию при Губернаторе области, президентом областного общества «Знание».
Был членом КПСС и «Единой России».
28 ноября 2004 года избран депутатом Курганской областной Думы IV созыва. Член фракции «Единая Россия», член Аграрной депутатской группы. Председатель комитета по социальной политике, член комитета по законодательству и государственному строительству, член мандатной комиссии.
Виктор Дмитриевич Павлов умер 6 сентября 2016 года <где?>. Похоронен на кладбище села Кетово Кетовского района Курганской области, ныне село — административный центр Кетовского муниципального округа той же области.

## Научные труды
Павловым издано пять учебников и учебных пособий для студентов сельскохозяйственных ВУЗов и опубликовано свыше 100 научных статей по проблемам возделывания зерновых, кормовых и технических культур.
- Павлов, В. Д. Морфологические особенности и систематика зерновых культур. — Курган: Зауралье, 1993. — 38 с.
- Павлов, В. Д. Практическое освоение технологии возделывания сельскохозяйственных культур. — Курган: Зауралье, 1993. — 32 с.

## Награды
- Звание «Заслуженный работник высшей школы Российской Федерации»
- Орден «За заслуги перед Отечеством» IV степени
- Орден Трудового Красного Знамени
- Медаль «За трудовую доблесть»
- Медаль «Ветеран труда»
- Звание «Почётный гражданин Курганской области», 24 января 2011 года
- Почётный гражданин Кетовского района, 2008 год
- Почётный житель села Лесниково[8]
- Почётные грамоты Министерства сельского хозяйства Российской Федерации и областных структур.

## Память
- Мемориальная доска на доме, где с 1974 по 2016 год жил учёный: с. Лесниково, КГСХА, 3. Установлена 21 ноября 2017 года[9] — 55°17′46″ с. ш. 65°19′21″ в. д.HGЯO

## Семья
- Жена Мария Петровна, учитель русского языка
  - Сын Константин, кандидат экономических наук, исполняющий обязанности проректора по финансово-экономической и административной работе КГСХА[10]